# Opperste Sovjet van de Tadzjiekse Socialistische Sovjetrepubliek
De Opperste Sovjet van de Tadzjiekse Socialistische Sovjetrepubliek (Tadzjieks: Совети Олии РСС Тоҷикистон, Soveti Olii RSS Tojikiston) was de benaming van de opperste sovjet (wetgevende vergadering met bepaalde uitvoerende bevoegdheden) van genoemde sovjetrepubliek en bestond van 1937 tot 1991. In laatstgenoemd jaar, het jaar van onafhankelijkheid, werd zij vervangen door de Opperste Sovjet van Tadzjikistan (die louter wetgevende bevoegdheden kende) en in 1994 werd vervangen door de Majlisi Oli, het huidige tweekamerparlement. Verkiezingen voor de Opperste Sovjet vonden volgens de grondwet van 1978 om de vijf jaar en het parlement kwam twee sessies per jaar bijeen. De laatste verkiezingen voor de Opperste Sovjet vonden in 1990 plaats. Tijdens de Tadzjiekse Burgeroorlog (1992-1997) fungeerde de Opperste Sovjet nauwelijks.
Tussen de zittingen van de Opperste Sovjet in, nam het Presidium van de Opperste Sovjet het dagelijks bestuur waar. De voorzitter van het Presidium was het hoofd van de Tadzjiekse SSR. Het Presidium werd in 1990 ontbonden en de bevoegdheden van de voorzitter van het Presidium werden overgeheveld naar de voorzitter van de Opperste Sovjet.

## Voorzitters (van het Presidium) van de Opperste Sovjet
| Voorzitter                                                             | Begin termijn     | Einde termijn     |
| ---------------------------------------------------------------------- | ----------------- | ----------------- |
| Voorzitter van het Presidium van de Opperste Sovjet                    |                   |                   |
| Nigmat Asjoerov                                                        | 13 juli 1938      | 15 juli 1938      |
| Minovar Sjagadajev                                                     | 15 juli 1938      | 29 juli 1950      |
| Nazarsjo Dodchoedojev                                                  | 29 juli 1950      | 25 mei 1956       |
| Mirzo Rachmatov                                                        | 25 mei 1956       | 28 maart 1963     |
| Machmadoello Cholovitsj Cholov                                         | 25 maart 1963     | 14 januari 1984   |
| Nizoramo Odinovna Zaripova wnd. Vladimir Jakovlevitsj Oplantsjoek wnd. | 14 januari 1984   | 17 februari 1984  |
| Gaibnazar Pallajevitsj Pallajev                                        | 17 januari 1984   | 12 april 1990     |
| Voorzitter van de Opperste Sovjet                                      |                   |                   |
| Kachar Machkamovitsj Machkamov(a)                                      | 12 april 1990     | 13 november 1990  |
| Qadriddin Aslonov                                                      | 13 november 1990  | 23 september 1991 |
| Rahmon Nabijev                                                         | 23 september 1991 | 2 december 1991   |
| Safarali Kenjajev                                                      | 2 december 1991   | 2 april 1992      |
| Akbarsjo Iskandrov                                                     | 2 april 1992      | 19 november 1992  |
| (a): Nadien de eerste president van Tadzjikistan                       |                   |                   |
| Bron: WSM[dode link]                                                   |                   |                   |